# Craig Campbell (político)

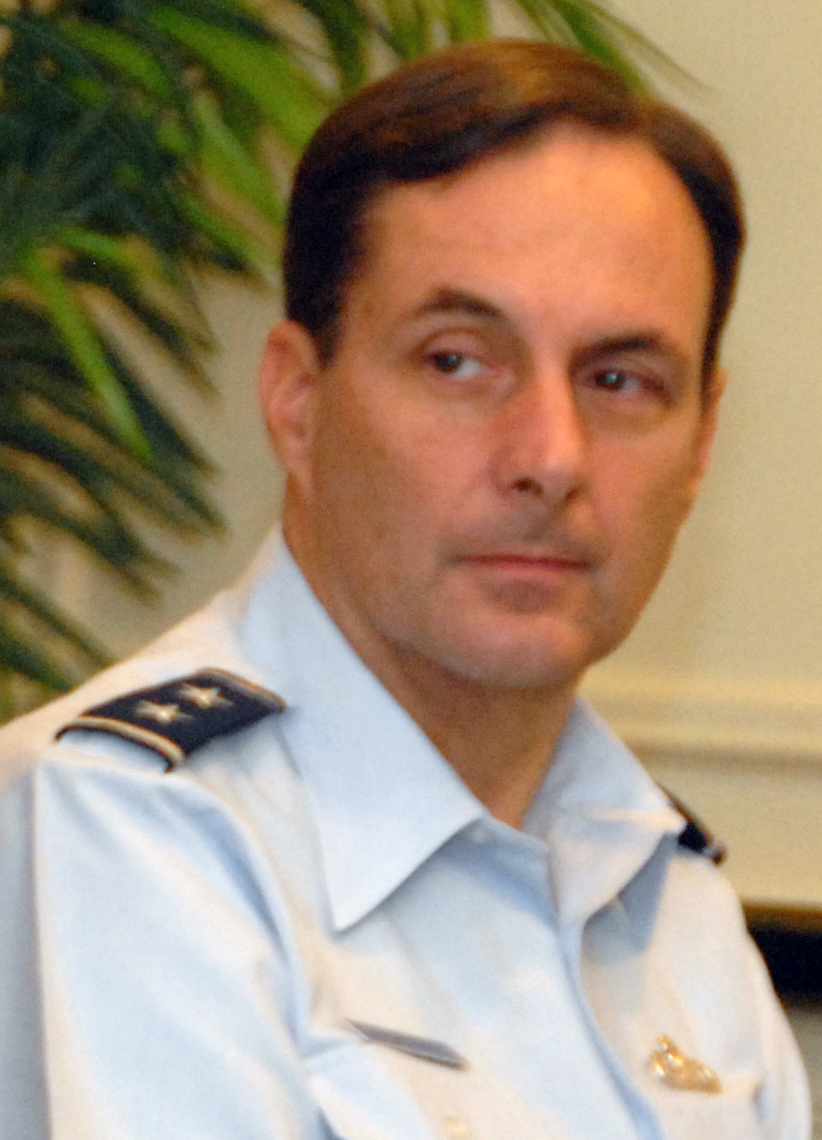

Craig Eaton Campbell (nascido em 24 de março de 1952 (72 anos)) é um político e empresário americano, presidente e CEO da Alaska Aerospace Corporation (AAC). Ingressou na corporação como diretor de operações em fevereiro de 2011 e foi nomeado presidente e CEO pelo conselho de administração em outubro de 2012.
Antes de sua posição na AAC, Campbell foi vice-governador do Alasca, ocupando o cargo de 10 de agosto de 2009 a 6 de dezembro de 2010. Enquanto aguardou sua confirmação pelo Legislativo Estadual, foi vice-governador "substituto temporário" por várias semanas. Deixou o cargo em dezembro de 2010, depois de se retirar da corrida primária republicana para vice-governador.
Antes de servir como vice-governador, foi comissário do Departamento de Assuntos Militares e Veteranos do Alasca. Nessa função, foi chefe da Guarda Nacional do estado, com o posto de tenente-general. Em 3 de julho de 2009, a governadora do Alasca, Sarah Palin, anunciou que renunciaria a partir de 26 de julho. O vice-governador Sean Parnell se tornaria governador e Campbell substituiria Parnell como vice-governador. Foi nomeado presidente do Comitê Estadual do Alasca para Apoio do Empregador da Guarda e da Reserva (ESGR) em outubro de 2012. É casado com Anne Marie e tem dois filhos, Amanda e Melanie (falecida), e quatro netos, chamados Faith, Ellie, Kimberly e Emma.